# سیارک ۱۰۳۸۵
سیارک ۱۰۳۸۵ (به انگلیسی: 10385 Amaterasu، نامگذاری:1996TL12) ده هزار و سیصد و هشتاد و پنجمین سیارک کشف شده‌است که در ۱۵ اکتبر ۱۹۹۶ کشف شد.
قدر مطلق سیارک برابر ۱۲٫۷۰ است.